# Гренландски језик
Гренландски језик (Kalaallisut; понекад се назива западногренландски или гренландско-ескимски) је ескимско-алеутски језик који се говори на Гренланду. Сличан је групи језика на северу Канаде. Гренландским језиком говори око 54.000 људи, што је више него сви остали ескимско-алеутски језици заједно.
Гренландски инуктитут класификује се групи од пет инуитских језика која је део шире ескимске групе. Постоје три главна дијалекта: западногренландски (44.000 говорника), источногренландски (3,000 говорника) и северногренландски или поларно ескимски (800 говорника)
На Гренланду је званичан језик на коме се воде и радио програми. Пише се латиницом.